# Al Sadd
Al-Sadd Sports Club (arab. السد القطري) – katarski klub piłkarski, grający w Q-League, mający siedzibę w mieście Doha, największym mieście w kraju. Został założony w 1969 roku. Aż 11-krotnie zdobywał mistrzostwo kraju, a sukcesy osiągał także na arenie międzynarodowej.

## Sukcesy
- Klubowy Puchar Świata

2011: 3. miejsce
- Azjatycka Liga Mistrzów: 1

1988:
- Puchar Mistrzów Zatoki Perskiej: 1

1991
- Arabska Liga Mistrzów: 1

2001
- Q-League: 18

1972, 1974, 1979, 1980, 1981, 1987, 1988, 1989, 2000, 2004, 2006, 2007, 2013, 2019, 2021, 2022, 2024, 2025
- Puchar Emira Kataru: 15

1975, 1977, 1982, 1985, 1986, 1988, 1991, 1994, 2000, 2001, 2003, 2005, 2007, 2014, 2015
- Puchar Jej Królewskiej Mości: 5

1998, 2003, 2006, 2007, 2008

## Zagraniczni reprezentanci krajów grający w klubie
- Lakhdar Belloumi
- Billel Dziri
- Nadir Belhadj
- Alfonso Alves
- Felipe
- Romário
- Carlos Tenorio
- Frank Leboeuf
- Agyemang Prempeh Opoku
- Abédi Pelé
- Karim Bagheri
- Ali Daei
- Hamid Darakhshan
- Amir Ghalenoei
- Hossein Kaabi
- Majeed Namjoo-Mutlagh
- Youssef Chippo
- Bouchaib El Moubarki
- Victor Ikpeba
- John Utaka
- Hani Al-Dhabit
- Khalifa Ayil
- Mohamed Rabia
- Fabijan Cipot
- Lantame Ouadja
- Jose Clayton
- Abdul Kader Keïta
- Raúl González Blanco
- Rafa Mujica